# Dan Barrett

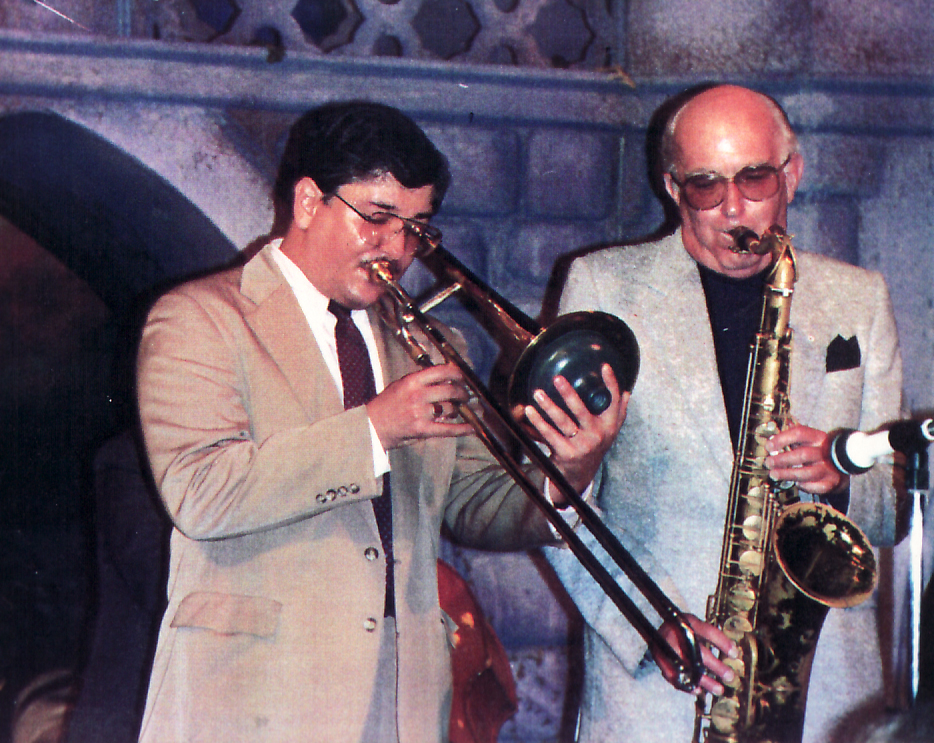
Dan Barrett mit Saxophonist Fraser MacPherson (1989)

Dan Barrett (* 14. Dezember 1955 in Pasadena, Kalifornien) ist ein amerikanischer Jazz-Posaunist, Kornettist, Arrangeur und Bandleader des Oldtime und Mainstream Jazz.
Dan Barrett spielte zunächst in kalifornischen Revival-Bands, wie 1973 in der Formation Ory’s Creole Trombone, mit der er beim Begräbnis von Kid Ory auftrat. Er arbeitete in dieser Zeit auch mit Teddy Buckner, Andy Blakeney und Alton Redd, ehemaligen Mitgliedern von Orys Band. 1983 ging er nach New York und bildete dort ein Quintett mit Howard Alden, zu dem Chuck Wilson gehörte. Weiter spielte er im Widespread Depression Orchestra und arbeitete als Begleitmusiker in den Bands von Benny Goodman und Buck Clayton. Barrett ist auch als musikalischer Direktor für das Mainstream-Label Arbors Records in Clearwater, Florida tätig.
Barrett wirkte im Lauf seiner Karriere auch an Alben von Rosemary Clooney, Barbara Dennerlein, Rex Allens Swing Express, Bobby Gordon, Marty Grosz, der Gully Low Jazz Band, Keith Ingham, Jane Jarvis, den New York All Stars, Randy Sandke, Dick Sudhalter, Warren Vaché und Mel Tormé mit.

## Diskographische Hinweise
Alben unter eigenem Namen
- Melody in Swing (Arbors Records, 1997)
- Blue Swing, featuring Rebecca Kilgore (Arbors Records, 1999)
- Dan Barrett and his Extra-Celestials with Special Guest Rebecca Kilgore: Moon Song (Arbors Records, 1998)
- Rebecca Kilgore with Dan Barrett’s Celestial Six: I Saw Stars (Arbors Records)
- Jubilesta! (Arbors Records, 1991–92)

Mit Howard Alden
- The Howard Alden-Dan Barrett Quintet: Live in ’95 (Arbors Records, 1995)

Mit Al Jenkins
- Reunion With Al (Arbors Records, 1993)

Mit John Sheridan
- John Sheridan & His Dream Band: Swing is Still the King (Arbors Records)
- Two Sleepy People (Arbors Records)

Mit Tom Baker
- Dan Barrett and Tom Baker In Australia (Arbors Records)

Mit Randy Reinhart
- Randy Reinhart at the Mill Hill Playhouse: As Long As I Live (Arbors Records)

Mit Rebecca Kilgore
- BED (Dan Barrett / Rebecca Kilgore / Eddie Erickson): Four + 1 (2020), mit Joel Forbes

## Dokumentarfilm - Wild Man Blues
Dan Barret wirkte im Dokumentarfilm Wild Man Blues mit, der unter der Regie von Barbara Kopple entstanden ist. Der Film zeigt Auftritte von Woody Allens New Orleans Jazz Band auf der Europatournee 1996. Die Band spielte in der Besetzung Dan Barrett (Posaune), Simon Wettenhall (Trompete), John Gill (Schlagzeug, Gesang), Greg Cohen (Bass), Cynthia Sayer (Piano), Eddy Davis (Bandleader und Banjo) und Woody Allen (Klarinette).